# Ciclismo nos Jogos Pan-Americanos de 2011 - Omnium masculino
A competição do Omnium masculino foi um dos eventos do ciclismo de pista nos Jogos Pan-Americanos de 2011 em Guadalajara. Foi disputada no Velódromo Pan-Americano nos dias 18 e 19 de outubro.

## Calendário
Horário local (UTC-6).
| Data          | Horário | Fase                        |
| ------------- | ------- | --------------------------- |
| 18 de outubro | 10:55   | Flying Lap                  |
| 18 de outubro | 16:10   | Corrida por pontos          |
| 18 de outubro | 18:30   | Corrida de eliminação       |
| 19 de outubro | 10:15   | Perseguição individual      |
| 19 de outubro | 11:30   | Scratch                     |
| 19 de outubro | 16:55   | 1 km contra o relógio Final |

## Medalhistas
| Ouro   | COL Juan Esteban Arango |
| Prata  | CHI Luis Mansilla       |
| Bronze | ARG Walter Pérez        |

## Resultados

### Flying Lap
| Pos. | Ciclista            | País                     | Tempo  |
| ---- | ------------------- | ------------------------ | ------ |
| 1    | Juan Esteban Arango | COL Colômbia             | 13.069 |
| 2    | Rubén Companioni    | CUB Cuba                 | 13.379 |
| 3    | Luis Mansilla       | CHI Chile                | 13.515 |
| 4    | Jacob Schwingboth   | CAN Canadá               | 13.550 |
| 5    | Carlos Linares      | VEN Venezuela            | 13.552 |
| 6    | Walter Pérez        | ARG Argentina            | 13.567 |
| 7    | Robson Dias         | BRA Brasil               | 13.616 |
| 8    | Jorge Luis Pérez    | DOM República Dominicana | 13.666 |
| 9    | César Vaquera       | MEX México               | 13.850 |
| 10   | José Ragonessi      | ECU Equador              | 14.349 |
| 11   | Manuel Rodas        | GUA Guatemala            | 14.805 |

### Corrida por pontos
| Pos. | Ciclista            | País                     | Pontos |
| ---- | ------------------- | ------------------------ | ------ |
| 1    | Manuel Rodas        | GUA Guatemala            | 77     |
| 2    | Jorge Luis Pérez    | DOM República Dominicana | 76     |
| 3    | José Ragonessi      | ECU Equador              | 72     |
| 4    | Walter Pérez        | ARG Argentina            | 65     |
| 5    | Juan Esteban Arango | COL Colômbia             | 18     |
| 6    | Luis Mansilla       | CHI Chile                | 17     |
| 7    | Rubén Companioni    | CUB Cuba                 | 14     |
| 8    | Jacob Schwingboth   | CAN Canadá               | 11     |
|      | César Vaquera       | MEX México               | DNF    |
|      | Robson Dias         | BRA Brasil               | DNF    |
|      | Carlos Linares      | VEN Venezuela            | DNF    |

### Corrida de eliminação
| Pos. | Ciclista            | País                     |
| ---- | ------------------- | ------------------------ |
| 1    | Luis Mansilla       | CHI Chile                |
| 2    | Juan Esteban Arango | COL Colômbia             |
| 3    | Jorge Luis Pérez    | DOM República Dominicana |
| 4    | Walter Pérez        | ARG Argentina            |
| 5    | José Ragonessi      | ECU Equador              |
| 6    | Robson Dias         | BRA Brasil               |
| 7    | Carlos Linares      | VEN Venezuela            |
| 8    | Rubén Companioni    | CUB Cuba                 |
| 9    | César Vaquera       | MEX México               |
| 10   | Jacob Schwingboth   | CAN Canadá               |
| 11   | Manuel Rodas        | GUA Guatemala            |

### Perseguição individual
| Pos. | Ciclista            | País                     | Tempo    |
| ---- | ------------------- | ------------------------ | -------- |
| 1    | Juan Esteban Arango | COL Colômbia             | 4:23.864 |
| 2    | Rubén Companioni    | CUB Cuba                 | 4:30.156 |
| 3    | Walter Pérez        | ARG Argentina            | 4:31.181 |
| 4    | Luis Mansilla       | CHI Chile                | 4:32.802 |
| 5    | Carlos Linares      | VEN Venezuela            | 4:36.244 |
| 6    | César Vaquera       | MEX México               | 4:38.173 |
| 7    | Manuel Rodas        | GUA Guatemala            | 4:38.447 |
| 8    | Jorge Luis Pérez    | DOM República Dominicana | 4:41.123 |
| 9    | Robson Dias         | BRA Brasil               | 4:42.655 |
| 10   | José Ragonessi      | ECU Equador              | REL      |

### Scratch
| Pos. | Ciclista            | País                     | Voltas atrás |
| ---- | ------------------- | ------------------------ | ------------ |
| 1    | Manuel Rodas        | GUA Guatemala            |              |
| 2    | José Ragonessi      | ECU Equador              | –1           |
| 3    | Juan Esteban Arango | COL Colômbia             | –1           |
| 4    | Luis Mansilla       | CHI Chile                | –1           |
| 5    | César Vaquera       | MEX México               | –1           |
| 6    | Robson Dias         | BRA Brasil               | –2           |
| 7    | Walter Pérez        | ARG Argentina            | –2           |
| 8    | Jorge Luis Pérez    | DOM República Dominicana | –2           |
| 9    | Rubén Companioni    | CUB Cuba                 | –2           |
|      | Carlos Linares      | VEN Venezuela            | DNF          |

### 1 km contra o relógio
| Pos. | Ciclista            | País                     | Tempo    |
| ---- | ------------------- | ------------------------ | -------- |
| 1    | Juan Esteban Arango | COL Colômbia             | 1:01.177 |
| 2    | Luis Mansilla       | CHI Chile                | 1:04.015 |
| 3    | Rubén Companioni    | CUB Cuba                 | 1:04.320 |
| 4    | Walter Pérez        | ARG Argentina            | 1:05.043 |
| 5    | Robson Dias         | BRA Brasil               | 1:05.385 |
| 6    | Carlos Linares      | VEN Venezuela            | 1:05.687 |
| 7    | Jorge Luis Pérez    | DOM República Dominicana | 1:05.701 |
| 8    | José Ragonessi      | ECU Equador              | 1:07.238 |
| 9    | César Vaquera       | MEX México               | 1:07.434 |
| 10   | Manuel Rodas        | GUA Guatemala            | 1:10.107 |

### Classificação final
| Pos.              | Ciclismo            | País                     | Total |
| ----------------- | ------------------- | ------------------------ | ----- |
| Medalha de ouro   | Juan Esteban Arango | COL Colômbia             | 13    |
| Medalha de prata  | Luis Mansilla       | CHI Chile                | 20    |
| Medalha de bronze | Walter Pérez        | ARG Argentina            | 28    |
| 4                 | Rubén Companioni    | CUB Cuba                 | 31    |
| 5                 | Jorge Luis Pérez    | DOM República Dominicana | 36    |
| 6                 | José Ragonessi      | ECU Equador              | 38    |
| 7                 | Manuel Rodas        | GUA Guatemala            | 41    |
| 8                 | Robson Dias         | BRA Brasil               | 54    |
| 9                 | César Vaquera       | MEX México               | 58    |
| 10                | Carlos Linares      | VEN Venezuela            | 65    |
| 11                | Jacob Schwingboth   | CAN Canadá               | DNF   |

Legenda
| Recorde mundial                  | Recorde mundial (World record)               |                       | Recorde africano                      | Recorde africano (African) |                                           | Q | Classificado por posição (Qualified) |
| Recorde dos Jogos Pan-Americanos | Recorde pan-americano (Pan-American record)  | Recorde da América    | Recorde da América (Americas)         | q                          | Classificado por melhor tempo (Qualified) |   |                                      |
| Melhor marca do ano              | Melhor marca do ano (World leading)          | Recorde asiático      | Recorde asiático (Asian)              | DNS                        | Não largou (Did not start)                |   |                                      |
| Recorde nacional                 | Recorde nacional (National record)           | Recorde europeu       | Recorde europeu (European)            | DNF                        | Não terminou (Did not finish)             |   |                                      |
| Recorde pessoal                  | Recorde pessoal do atleta (Personal best)    | Recorde da Oceania    | Recorde da Oceania (Oceania)          | DSQ / DQ                   | Desclassificado (Disqualified)            |   |                                      |
| Recorde da temporada             | Recorde da temporada do atleta (Season best) | Recorde sul-americano | Recorde sul-americano (South America) | NM                         | Sem marca (No mark)                       |   |                                      |